# Villamarzana
Villamarzana est une commune italienne de la province de Rovigo, dans la région de la Vénétie.

## Administration
| Période                                  | Période | Identité | Étiquette | Qualité |
| ---------------------------------------- | ------- | -------- | --------- | ------- |
|                                          |         |          |           |         |
| Les données manquantes sont à compléter. |         |          |           |         |

### Frazione
Bastion, Boaria, Fondo Cuore, Gambero, Gognano, I Maggio, Preguerre, Stongarde.

### Communes limitrophes
Arquà Polesine, Costa di Rovigo, Frassinelle Polesine, Fratta Polesine, Pincara.